# بایگانی عمومی هندیان
بایگانی عمومی هندی‌ها (تلفظ در اسپانیایی: [aɾˈtʃiβo xeneˈɾal de ˈindjas]; اختصار استاندارد AGI; ت.ت. 'بایگانی عمومی هندها')، که اغلب به سادگی بایگانی هندها نامیده می‌شود، توسط کارلوس سوم ایجاد شد و در سال ۱۷۸۵افتتاح گردید. این بایگانی در ساختمان سابق انجمن بازرگانان در سویل، اسپانیا، که در اواخر قرن شانزدهم ساخته شده است، قرار دارد. این مکان به عنوان مخزن اسناد تاریخی مربوط به تاریخ امپراتوری اسپانیا در قاره آمریکا و آسیا تبدیل شد. ساختمان توسط خوان د هررا طراحی شده است؛ این نمونه‌ای از معماری رنسانس اسپانیایی است. این ساختمان و محتویات آن در سال ۱۹۸۷ توسط یونسکو به عنوان یک میراث جهانی، همراه با کلیسای جامع سویل و آلکازار سویل، ثبت شدند.